# Crucihammus subcruciatus
Crucihammus subcruciatus là một loài bọ cánh cứng trong họ Cerambycidae.